# Xyloplax medusiformis
Xyloplax medusiformis is een zeester uit de vooralsnog soortenarme infraklasse van de zeemadeliefjes (Concentricycloidea). Deze soort is de typesoort van het geslacht, en daarmee ook van de familie, de orde en de infraklasse.
De wetenschappelijke naam van de soort werd in 1986 gepubliceerd door Alan Baker, Francis Rowe en Helen Shearburn Clark. Tegelijk met de naam van de nieuwe soort werden ook de namen van de familie, orde en (infra)klasse gepubliceerd. Xyloplax medusiformis was de eerste soort van deze groep die gevonden werd. Negen exemplaren werden toevallig aangetroffen op hout dat voor de kust van Nieuw-Zeeland van een diepte tussen de 1000 en 1200 meter naar boven was gehaald.
Het lichaam van de diertjes is schijfvormig, als van een kwal. De wetenschappelijke naam "medusiformis" verwijst daarnaar. "Xyloplax" is opgebouwd uit de griekse woorden voor hout (Ξυλον, Xylon) en plaat (πλαξ, plax), verwijzend naar het feit dat ze plat op het hout zaten.